# Der beste Tag meines Lebens
Der beste Tag meines Lebens ist das Debütalbum des deutschen Rappers Kool Savas. Es wurde am 4. November 2002 über das Musiklabel Subword, ein Label von Sony Music Entertainment, veröffentlicht. Der beste Tag meines Lebens erschien als CD und Vinyl. Das Album wurde komplett von der Hip-Hop-Musikerin Melbeatz produziert. Textlich kann es dem Genre Battle-Rap zugeordnet werden. Darüber hinaus behandelt Kool Savas auch persönliche Themen, womit sich das Album von früheren Songs abgrenzt. Es stieg auf Platz sechs der deutschen Albumcharts ein und stellte den kommerziellen Durchbruch Kool Savas’ dar. Mit Till' ab Joe, Optik Anthem und Der beste Tag meines Lebens wurden drei Lieder als Singles ausgekoppelt.

## Hintergrund
Savaş Yurderı wurde unter dem Künstlernamen Kool Savas innerhalb der Hip-Hop-Formationen Westberlin Maskulin und M.O.R. bekannt. Mit diesen Gruppen sowie als Solo-Rapper nahm er Lieder auf, die dem Battle-Rap zugeordnet werden können. Für diese verwendete Savas häufig explizite Texte, die in den Medien als pornografisch, frauenverachtend und homophob aufgenommen worden sind. Kool Savas wurde aus diesem Grund zu einem der kontroversesten Rapper Deutschlands und erhielt Kritik von Medien-Vertretern und Frauenverbänden, aber auch Mitgliedern der Hip-Hop-Szene wie Hannes Loh. Die im Jahr 2000 veröffentlichte EP Warum rappst du? wurde Ende März 2001 von der Bundesprüfstelle für jugendgefährdende Medien indiziert. Auch seine Single LMS/Schwule Rapper wurde entsprechend aus dem Handel gezogen. Als Vorbote auf sein erstes Soloalbum erschien Mitte 2001 die EP Haus & Boot über die Plattenfirma Put Da Needle To Da Records. Mit dieser stieg Kool Savas in die deutschen Albumcharts ein. Bereits auf Haus & Boot rappte er weniger explizite Texte. Die Plattenfirma Sony BMG zeigte nach Savas’ erfolgreicher Chartplatzierung Interesse an dem Rapper und nahm ihn bei ihrem Sublabel Subword unter Vertrag. Zudem erhielt er die Möglichkeit, sein eigenes Sublabel Optik Records innerhalb von Sony BMG zu gründen. Ende 2002 begann Savas die Strukturen des Labels gemeinsam mit drei Mitarbeitern aufzubauen. Der Vertrieb blieb im Aufgabenbereich Sony Music Entertainment.
Die Aufnahmen für das Album erfolgten in den Berliner Studios Frisbee Music Lounge und 200qm Studio sowie im LoopLab Studio des Produzenten Don Tone in Düsseldorf. Im Gegensatz zu früheren Aufnahmen, deren Texte innerhalb weniger Minuten entstanden waren, benötigte Savas mehr Zeit beim Verfassen der Lieder, um seinen eigenen Ansprüchen an sein Soloalbum gerecht werden zu können. Eine Ausnahme stellt der Hidden Track Dunne dar, dessen Entstehung nach Angaben des Rappers zehn Minuten dauerte. Insgesamt arbeitete er zwei bis drei Monate an der Ausarbeitung der Texte und den anschließenden Studio-Aufnahmen für das Album. Am 4. November 2002 veröffentlichte Kool Savas sein Debütalbum Der beste Tag meines Lebens, das neben Battle-Rap auch persönlichere Inhalte vermittelt und damit zu einer Änderung der medialen Wahrnehmung Savas beitrug.
Die Idee zum Album-Titel ist Kool Savas in Bad Oeynhausen gekommen. Er war im Studio des Produzenten Busy, um das Tape Optische Elemente abzumischen. Später fuhr er gemeinsam mit Curse, Italo Reno und Germany zum Kaiser-Wilhelm-Denkmal. Busy berichtete später von einem Anruf Savas’: „Er hat mich dann angerufen, er würde erst mal nicht mehr ins Studio kommen. Er habe gerade zum ersten Mal Glühwürmchen gesehen, es sei der beste Tag seines Lebens.“ Im Nachhinein gab Savas an, die Aussage sei unsinnig gewesen, habe aber seinem Bild vom Album entsprochen, so dass er sich für den Titel Der beste Tag meines Lebens entschied.

## Titelliste
1. Intro – 1:42
2. Alle in einem – 3:27

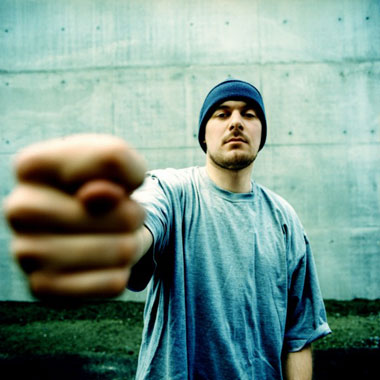
Rapper Kool Savas im Jahr 2002

3. Don’t hate (feat. Royce da 5′9″ und Tre Little) – 5:26
4. Optik Anthem (feat. Eko Fresh, Valezka und Melbeatz von Optik Crew) – 3:59
5. Dede Skit – 0:57
6. Gib auf (feat. Azad) – 4:16
7. Transatlantic (feat. A-plus von Souls of Mischief) – 3:53
8. Till' ab Joe – 3:37
9. Babaanne Skit – 1:25
10. Keep it Gangsta (feat. Kurupt) – 4:56
11. Wie S – 4:18
12. Der beste Tag meines Lebens (feat. Valezka) (inklusive Hidden Track Dunne mit Eko Fresh) – 10:36

## Inhalt

### Texte
Kool Savas’ Texte können zu einem Großteil dem Genre des Battle-Raps zugeordnet werden. Dabei wird ein realer oder fiktiver Gegner auf kreative Weise angegriffen und die eigene Person besonders positiv dargestellt. Diese in der Hip-Hop-Musik verbreitete Form der verbalen Auseinandersetzung wird als Dissen bezeichnet. Im Falle von Der beste Tag meines Lebens wird auf Nennung von Namen mit Ausnahmen verzichtet. Ein namentlich genannter Gegner ist der Rapper MC Rene, der über mehrere Jahre Streitigkeiten mit Kool Savas und Azad austrug, die auf den jeweiligen Alben der beteiligten Musiker zu hören waren. Bereits in den ersten Zeilen des Intros greift Savas die Fehde mit Rene auf:

„Ihr habt lang’ genug gewartet, dass ein Album erscheint,

frei von gebiteten Beats und peinlichen Rhymes,

peinlichen Lyrics, die keiner peilt und keiner versteht

mit peinlichen Texten von peinlichen Punks wie MC Rene.“

Abgesehen von Themen-Liedern wie Keep it Gangsta oder Der beste Tag meines Lebens zieht sich das Genre Battle-Rap durch das gesamte Album. Hervorgehoben werden können dabei vor allem Gib auf und Alle in Einem. Dabei wird der Battle-Rap in unterschiedlicher Form zum Ausdruck gebracht. Kool Savas unterstreicht zum einen seine aus seiner Sicht überlegene Stellung gegenüber der Konkurrenz („Ich flow’ besser, wenn ich huste, reimʼ besser ohne Zunge und hab’ doppelt soviel Luft wie ihr am Mikro ohne Lunge.“, Alle in Einem) und richtet zum anderen den Vorwurf an Kontrahenten, ihrerseits verbale Angriffe zu nutzen, um fehlendes Talent zu überspielen („Da Euch Texte fehlen, müsst Ihr euer Ego boosten und rappen, weil Ihr wirklich glaubt, Ihr seid dazu berufen.“, Alle in Einem). Zum Teil richtet sich die Schmähung an die gesamte Hip-Hop-Szene („Manche meinen, die Twin Towers zu zerstören, war schlimm, doch hört erst hin, wie die meisten deutschen Rapacts kling’.“, Optik Anthem).
Ein weiteres Motiv der Battle-Texte ist die Unterstellung, dass die angesprochenen Gegner neidisch auf Kool Savas seien und versuchen würden, den Stil des Rappers zu imitieren („Ihr glaubt, Rap sei tot. Doch ich merk’, ihr beherrscht jetzt perfekt mein’ Flow.“, Optik Anthem). Darüber hinaus wird den Rivalen eine kommerzielle Haltung vorgeworfen. Sie würden ihre Musik dem Massengeschmack anpassen und damit „Verrat“ an Hip-Hop verüben. Zur Verstärkung der Anschuldigung wird häufiger ein Vergleich mit Prostitution gewählt („Du willst ins Game durch Penisse blowen!“, Gib auf). Gleichzeitig wehrt sich Kool Savas gegen den Vorwurf der Kommerzialisierung der eigenen Musik, der ihm im Zuge der Vertragsunterzeichnung bei einem erfolgreichen Label entgegengebracht worden war, wie auch sein Featuregast Azad: („Du denkst: ‚Sellout‘ und: ‚hast Platten verkauft‘, Untergrundmusik bedeutet plötzlich Ratten im Haus? Tut mir leid, du hast ’n Schatten und ich lache dich aus. Mach’ dich ab, sonst gibt’s direkt auf die Backen, du Klaus!“, Gib auf).
Typisch für die literarische Gattung der Lyrik im Allgemeinen und der Texte der Hip-Hop-Musik im Speziellen sind sprachliche Bilder, Vergleiche und Metaphern. Im Falle des Battle-Raps von Kool Savas wird zum Beispiel ein militärischer Vergleich zur Unterstreichung des eigenen Images („Ich steh’ anormal früh auf wie beim Bund.“, Gib auf) genutzt oder die Schwäche des Gegners mit einem sprachlichen Bild veranschaulicht („Ich rupfʼ Crews wie Möhren und heb’ niemals ab.“).
In Keep it Gangsta behandelt Kool Savas seine persönliche Vorliebe für Gangsta-Rap. Dabei nennt er in Form des Namedroppings prominente US-amerikanische Rapper des Westcoast-Hip-Hops. Die Namen präsentiert er zum Teil als Wortspiele: „Ich war mit acht MC Eiht, mit zehn Mack 10, bin mit 40 E-40 und immer noch Rap-Fan. Life is Too Short und ich habe keine Lust, zu chillen.“
Ein sich deutlich vom Rest des Albums abhebendes Bild zeichnet Savas mit dem abschließenden Lied Der beste Tag meines Lebens. Dieses ist ein persönliches Stück, in dem sich der Rapper als Familienmensch und Vegetarier präsentiert. Er appelliert an das Gute im Menschen und fordert den Zuhörer auf, dessen Leben einen Sinn zu geben. Eine zentrale Rolle misst der Rapper der Familie und dem engsten Freundeskreis bei. Des Weiteren führt er aus, er habe sich von negativen Einflüssen gelöst und verzichte auf Betrug und Gewalt gegenüber Wehrlosen:

„Du könntest ohne Probleme aufhören Tiere zu essen

und somit ohne Probleme ein paar Leben mehr retten.

Du solltest einfach mehr Zeit mit deinen Eltern verbringen

und somit einfach helfen, deine Familie noch mehr zu binden.

Glaub nicht, jeder ist gegen dich und ein Hindernis,

sei nett und bescheiden, korrekt und fleißig und du kannst alles erreichen.

Hör auf zu zweifeln, denn gestern ist Vergangenheit und morgen ein Rätsel,

doch heut vielleicht noch der beste Tag deines Lebens.“

### Produktion

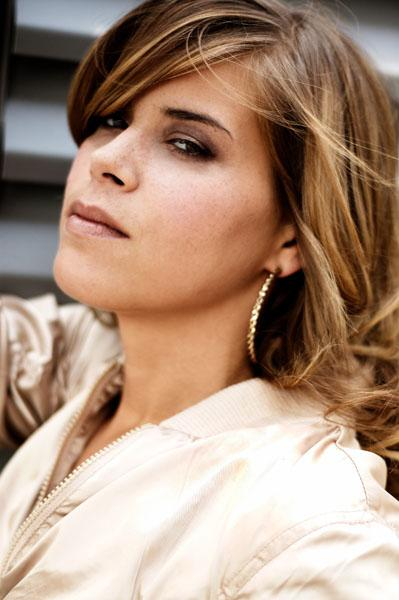
Melbeatz

Die Produktion zu Der beste Tag meines Lebens wurde komplett von Savaş Yurderıs damaliger Lebensgefährtin Melanie Wilhelm, genannt Melbeatz, übernommen. Sie spielte die für Rap-Musik charakteristischen Hip-Hop-Beats mithilfe einer MPC4000 ein. Dabei handelt es sich um ein Modell der Serie Music Production Center des japanischen Elektronikunternehmens Akai, das zur Einspielung von Drum-Sounds und Samples genutzt werden kann. Kool Savas schreibt der Produktion eine zentrale Rolle seiner Musik zu: „Der Beat ist das Gerüst, das Fundament und die Story. Wie das Drehbuch für den Film. Für mich ist es … wichtig, immer wieder neu herausgefordert zu werden. Und von Melanie werde ich immer wieder überrascht.“
Für die musikalische Untermalung von Savas’ Vortrag kamen zum Teil Samples zur Verwendung. So wurde zum Beispiel für Keep it Gangsta Elemente des Stücks Born, Never Asked der Musikerin Laurie Anderson in das Beat-Gerüst eingebaut. Die dabei entstandene musikalische Untermalung orientiert sich stilistisch an G-Funk, einer Spielart des Gangsta-Raps, die vor allem in den 1990er Jahren populär war. In die Melodie des Stücks Wie S ist eine Sirene eingebaut, die sich durch den Refrain zieht. Die Idee wurde von Savas nach der Aufnahme des Stücks eingebracht und mit einem Megafon realisiert. Für das Lied Gib auf wurde als Textergänzung der Ausspruch „Nein!“ der Comic-Figur Homer Simpson aus der von Norbert Gastell gesprochenen deutschen Synchronfassung gesamplet und integriert. Auch für den Titel Nein, der auf der Single zu Tillʼ ab Joe zu finden ist, kamen entsprechende Stimmen-Samples aus der Serie Die Simpsons zur Verwendung.
Als für Hip-Hop-Musik charakteristisches Stilmittel sind in Transatlantic und Gib auf „Scratches“ eingebaut. Dabei handelt es sich um eine DJ-Technik, bei der eine laufende Schallplatte manuell bewegt wird, was zur Ton-Erzeugung führt. Im Falle der betroffenen Lieder war das damalige Optik-Records-Mitglied DJ Nicon für das Scratchen verantwortlich. Vereinzelt wurde das programmierte musikalische Grundgerüst um zusätzlich eingespielte Instrumente erweitert. Für das Stück Der beste Tag meines Lebens fand ein Bass Verwendung, das von Marco Franze eingespielt worden war. Dieser spielte auch für Babaanne Skit Gitarre ein. Bei den Stimmenaufnahmen wurde ein Mikrofon der Marke Neumann U89i eingesetzt. Nach Abschluss der Aufnahmen erfolgte die Abmischung der Stücke durch George „Redbone“ Brasch in den Berliner Amber Studios. Die abschließende Audionachbearbeitung, das sogenannte Mastering, wurde von Chris Athens im Sterling Studio in New York City durchgeführt.

## Gastbeiträge

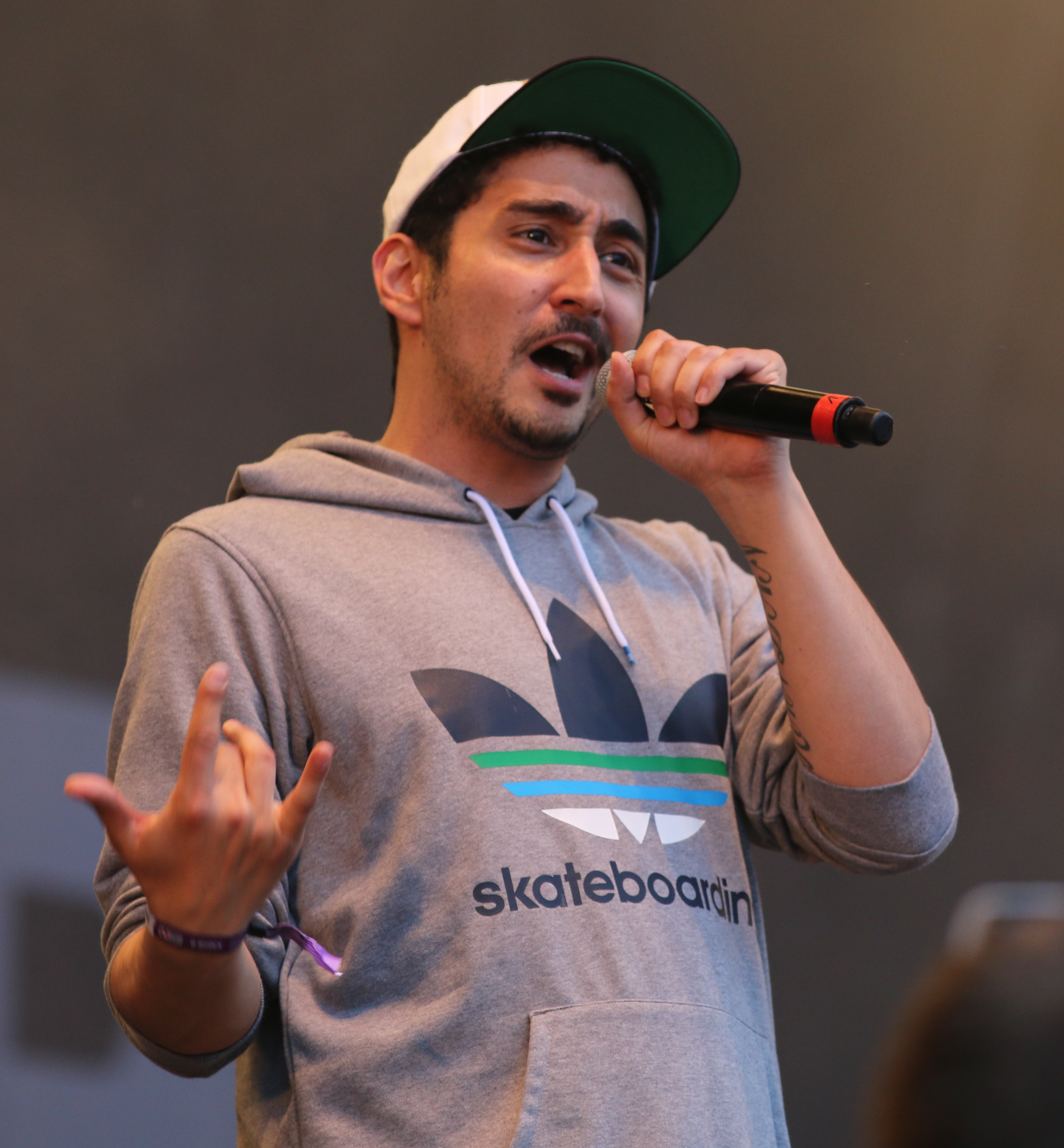
Rapper Eko

Auf Kool Savas’ Debütalbum sind eine Reihe von Gastmusikern vertreten. An jeweils zwei Liedern sind Eko Fresh und die Sängerin Valezka beteiligt. Kool Savas hatte Eko Fresh kennengelernt, als dieser zu seinem 18. Geburtstag eine Feier in seiner Heimatstadt Mönchengladbach veranstaltet und Savas dafür gebucht hatte. Im Rahmen dieser Veranstaltung trat auch Eko selbst als Rapper auf, was Kool Savas gefiel und ihn dazu brachte, Eko für Aufnahmen nach Berlin einzuladen. Eko war bereits an den Aufnahmen zur EP Haus & Boot beteiligt. Der Kontakt zu Valezka entstand über den Sänger J-Luv, einen gemeinsamen Freund von Savas und Melbeatz. J-Luv lebte zu der Zeit in einer Beziehung mit Valezka, sodass diese Melbeatz kennenlernte und mit ihr Musik aufzunehmen begann. Kool Savas nutzte ihre Gesangsstimme daraufhin für das Intro des M.O.R.-Albums und seiner Veröffentlichung Haus & Boot. Sowohl Eko Fresh als auch Valezka wurden Teil der Optik Crew und erhielten Verträge mit Optik Records.
Mit dem aus Frankfurt am Main stammenden Rapper Azad nahm Savas den Song Gib auf auf. Kool Savas und Melbeatz hatten Azad erstmals 1999 getroffen. Aufgrund eines ähnlichen Verständnisses von Hip-Hop-Musik blieben die Künstler in Kontakt, was 2000 zur ersten Zusammenarbeit, dem Titel Banana auf dem Album Ming von Roey Marquis II., führte.
Transatlantic entstand in Zusammenarbeit mit dem US-amerikanischen Rapper A-Plus. Kool Savas und Melbeatz waren in den 1990er Jahren Anhänger der Formationen Souls of Mischief und Hieroglyphics, zu denen A-Plus gehörte. Ende der 1990er Jahre unternahmen beide einige Reisen nach Oakland. Im Rahmen eines Besuches lernten sie auch A-Plus kennen. Zur Zeit des Aufnahmeprozesses zu Der beste Tag meines Lebens waren die Souls of Mischief auf Deutschland-Tournee, sodass es zu einem weiteren Zusammentreffen von Kool Savas mit A-Plus kam und der gemeinsame Titel daraufhin aufgenommen wurde.
Für Don’t hate fragte Kool Savas die US-Amerikaner Royce da 5′9″ und Tre Little an. Melbeatz und Savas hatte die Single Scary Movie von Royce da 5′9″ und Eminem gefallen, was zur Idee führte, mit ihm das Stück aufzunehmen.
Eine weitere internationale Zusammenarbeit entstand mit dem für Gangsta-Rap bekannten Kurupt. Melbeatz berichtete später, dass Kurupt bei ihrem Zusammentreffen im Studio bereits betrunken erschienen war: „Er war schon komplett in seiner eigenen Welt. Mich hat er sowieso komplett ignoriert – erst, als wir ihm den Beat vorgespielt haben, hat er mich eines Blickes gewürdigt. Dann guckte er Savas an und sagte: ‚Wie hast du ihr Gangstabeats beigebracht?‘ Da war ich schon stolz, dass ein Gangstarapper wie er sagt, ich hätte einen Gangstabeat gemacht…“
Der beste Tag meines Lebens enthält zwei Skits, in denen sich Familienmitglieder Savas’ über eine Hintergrundmusik in türkischer Sprache mitteilen. Auf Dede Skit ist sein Großvater Mustafa Yurderı, auf Babaanne Skit Ferdane Yurderı, die Mutter seines Vaters, zu hören. Die Titel der Skits bezeichnen auf Türkisch die Verwandtschaftsbeziehungen des Rappers zu den beiden Sprechern.
Eine zusätzliche Stimmenaufnahme kam für Wie S zum Einsatz. Als Hintergrundstimme ist dort Eko zu hören. Der Refrain zu Till' ab Joe besteht zum Teil aus einem Chor, der von Valezka, Melbeatz und Savas’ Bruder P. Yurderı beigesteuert wurde.

## Vermarktung

### Tournee

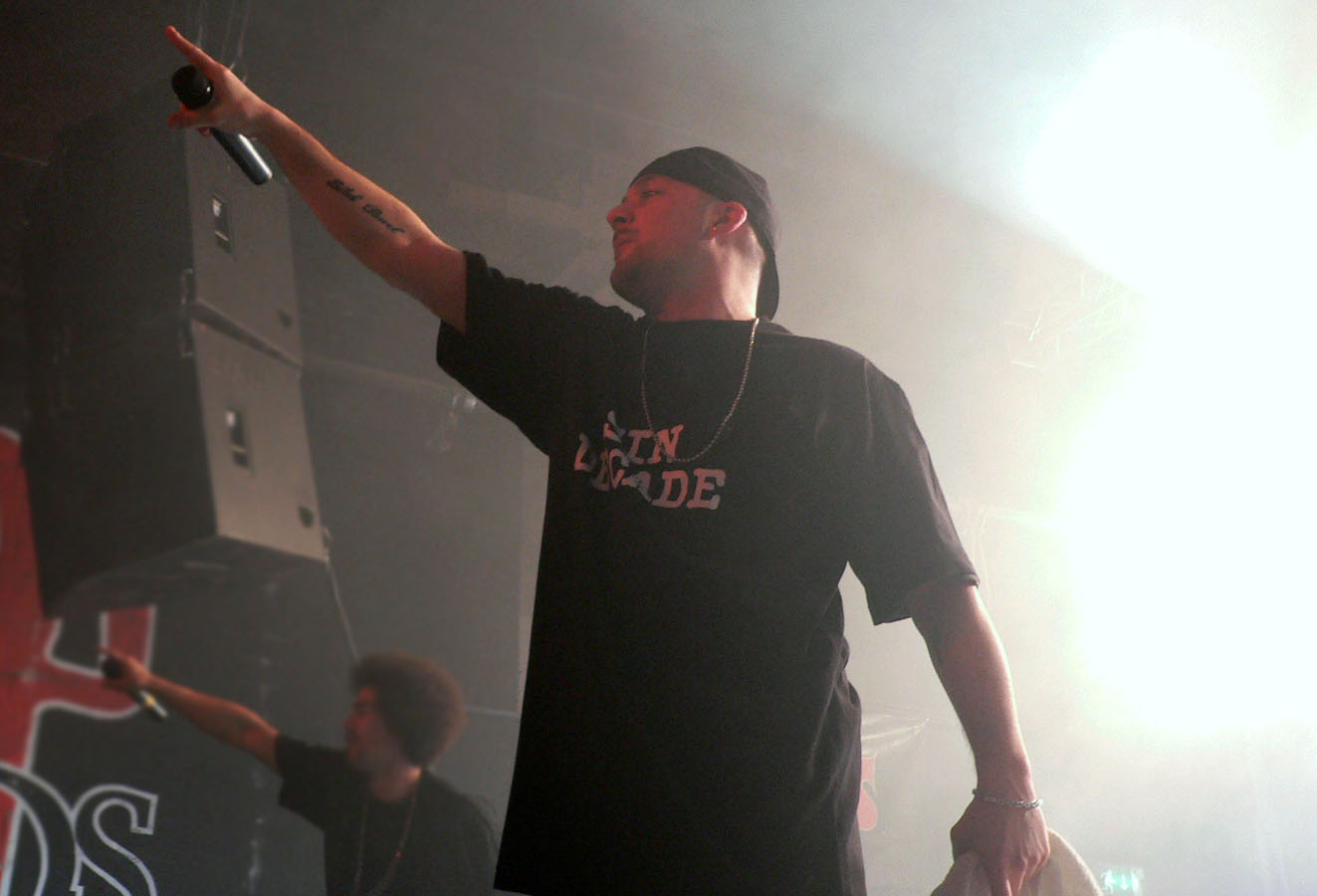
Kool Savas bei einem Konzert

Im Vorfeld der Veröffentlichung absolvierte Kool Savas eine vierzehn Stationen umfassende Konzert-Tournee unter dem Titel „Überoptik Tour 2002“. Diese begann am 22. März 2002 in Münster und endete am 6. April mit einem Auftritt in Zwickau. Als Begleitmusiker traten die Rapper Sentence und Eko Fresh sowie DJ Nicon und DJ Desue auf. Bei einigen Konzerten traten weitere Gäste auf. So wurden beim Auftritt in Frankfurt am Main die Rapper Azad, Jeyz, Jonesmann und Illmatic in die Besetzung integriert. Zur Tournee wurde eine limitierte EP veröffentlicht. Diese enthält das Stück Sag Bescheid von Sentence und DJ Desue sowie das Lied Keiner außer uns von Kool Savas und Eko Fresh.
Eine weitere Tournee startete Ende November 2002. Diese erhielt den Namen „Die beste Tour meines Lebens“ und endete am 8. Dezember mit einem Auftritt in Wiesbaden. Als Begleitung traten Eko Fresh, DJ Nicon, Italo Reno & Germany, Azad, DJ M-Tek und Bektas bei den Konzerten auf.

### Singles
Bei der Single-Auswahl wollte Kool Savas zunächst das Stück Alle in Einem auskoppeln. Da ihm nahestehende Personen mit der Begründung, dass sich das Lied nicht von anderen Aufnahmen abhebe, davon abrieten und Savas auch selber zu der Ansicht kam, dass sich Alle in Einem nicht besonders stark von Haus & Boot unterscheide, wurde schließlich Till' ab Joe ausgewählt. Die Single wurde am 7. Oktober 2002 als CD und Schallplatte veröffentlicht. Neben Till’ ab Joe ist als weiterer Titel Nein, eine Zusammenarbeit mit Italo Reno, Germany, Eko Fresh und Illmatic, sowie die Instrumental-Versionen beider Lieder auf der Single zu finden. Die Single erschien als erste Veröffentlichung Savas’ über BMG Music Canada auch in Kanada. Optik Anthem erschien am 13. Januar 2003 als zweite Single. Das Stück wurde zusammen mit Deutschlands 1, ein gemeinsam mit Eko Fresh aufgenommenes Lied, als 2-Track-Single veröffentlicht. Als dritte Single wurde Der beste Tag meines Lebens ausgekoppelt. Diese erschien am 14. April 2003 als EP. Auf der Veröffentlichung sind neben dem Titelsong des Albums auch die Stücke Optik Boom, Sinn der Sache und Bitte Spitte enthalten. Alle drei zusätzlichen Lieder entstanden mit Eko Fresh; an Optik Boom war zusätzlich J-Luv beteiligt. Zu allen drei Single-Veröffentlichungen erschienen Videos.
Neben den Videos zu Single-Veröffentlichungen wurden auch Aufnahmen zu Intro und Bitte Spitte veröffentlicht.

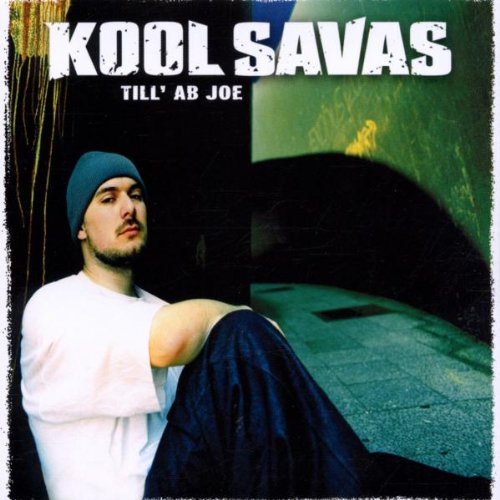
Cover der Single Till’ ab Joe
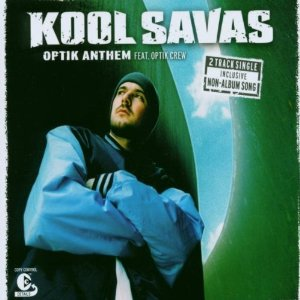
Cover der Single Optik Anthem
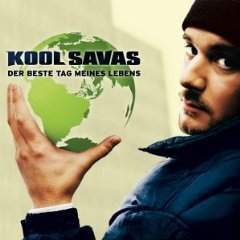
Cover der EP Der beste Tag meines Lebens

## Illustration
Im Zentrum des Covers steht Kool Savas, der dafür aus der Froschperspektive aufgenommen worden ist. Die Fotos für das Front-Cover und dem Booklet wurden von Katja Kuhl geschossen. Neben den Bildern, auf denen Savas zu sehen ist, ist das Booklet mit Himmelfotos illustriert. Diese wurden von Melbeatz beigesteuert. Grafikdesigner und Illustrator Martin Baaske und Normboy waren für die Gestaltung verantwortlich.

## Rezeption

### Erfolg
Kool Savas stieg am 18. November mit seinem Debütalbum auf Platz 6 der deutschen Albumcharts ein. In den nachfolgenden vier Wochen fiel Der beste Tag meines Lebens auf die Positionen 28, 52, 70 und 78 ab. Anfang März 2003 konnte sich das Album nicht mehr platzieren, stieg jedoch Ende April für weitere fünf Wochen erneut in die Albumcharts ein. Insgesamt war das Album 17 Wochen in den Charts vertreten. Bis zum Frühjahr 2008 konnten etwa 90.000 Exemplare von Der beste Tag meines Lebens verkauft werden. Das Album wurde damit zum kommerziellen Durchbruch Kool Savas’. Auch für Subword, das zwei Jahre vor Veröffentlichung als Sub-Label gegründet worden war, war das Album von Bedeutung. Mit Der beste Tag meines Lebens platzierte sich erstmals eine Veröffentlichung der Plattenfirma in den Charts.
| ChartsChartplatzierungen | Höchstplatzierung | Wochen |
| ------------------------ | ----------------- | ------ |
| Deutschland (GfK)        | 6 (17 Wo.)        | 17     |

Die erste Single Till' ab Joe stieg im Oktober 2002 auf Platz 35 der deutschen Charts ein. Sie konnte sich sieben Wochen lang in der Hitparade platzieren. Mit der zweiten Singleauskoppelung Optik Anthem erreichte Savas Ende Januar 2003 Rang 48. Der gemeinsam mit Eko Fresh und Valezka eingesungene Song verblieb sechs Wochen in den deutschen Charts. Auch die dritte Single Der beste Tag meines Lebens hielt sich sechs Wochen unter den 100 meistverkauften Singles der Woche, nachdem sie am 28. April 2003 auf Position 45 eingestiegen war.

### Auszeichnungen
Nach Veröffentlichung des Albums wurde Kool Savas im August 2003 bei der Verleihung des Musikpreises Viva Comet in der Kategorie Hip-Hop National ausgezeichnet. Das Titellied Der beste Tag meines Lebens wurde daraufhin auch auf dem Sampler zum Viva Comet veröffentlicht. Zuvor war Kool Savas bereits in der Kategorie Künstler/Künstlerin/Gruppe HipHop National für den Echo nominiert gewesen, wobei er jedoch Gentleman unterlegen war. Bei den Juice Awards, einer jährlichen Leserabstimmung des Hip-Hop-Magazins Juice, wurde Savas in den Kategorien Bester Rapper National und Bester Live-Act National sowie seine selbst gegründete Plattform Optik Records in der Kategorie Bestes Label National auf Platz 1 gewählt.

### Kritik
Der beste Tag meines Lebens wurde vor allem von Medien bewertet, die sich thematisch mit Hip-Hop-Musik auseinandersetzen. Darüber hinaus fand das Album vereinzelt in Tageszeitungen und Magazinen Beachtung. Die veröffentlichten Kritiken fielen überwiegend positiv aus.
Musikalische Bewertung
Das deutsche Hip-Hop-Magazin Juice vergab in seiner Wertung an das Album fünf von möglichen sechs „Kronen“ und ernannte es zum „Album des Monats“. Der beste Tag meines Lebens verbinde „defensive Battle-Tracks mit offensiven Introspektiven.“ Mit dieser Offenheit habe Savas gezeigt, dass er erwachsener und damit auch vielseitiger geworden sei. Lob fand die Redaktion auch für die anderen beteiligten Musiker. So wurden Melbeatz Produktionen als originell bezeichnet und Valezkas Soul-Gesang hervorgehoben. Auch könne Eko Fresh Savas gut ergänzen. Zusammenfassend handele es sich bei Savas’ Debütalbum um einen „Meilenstein, der die hiesige Rap-Szene in ihren Grundfesten verändern“ würde.
Stefan Johannesberg nennt das Album in seiner Kritik für die E-Zine Laut.de das „beste deutschsprachige Rap-Debüt aller Zeiten.“ Damit verbindet er die Höchstwertung von fünf Punkten. Das Album habe neue Maßstäbe in Bezug auf die Hip-Hop-Beats und Raps gesetzt. Kool Savas entwerfe etwa in Keep it Gangsta „durchdachte Bilder“ und entkräfte mit dem Titellied Der beste Tag meines Lebens den „Vorwurf fehlender lyrischer Tiefe.“ Zudem wird Savas’ Vortragsweise gelobt, die aufgrund ihrer Variabilität die Beiträge der US-amerikanischen Gastrapper übertreffe. Neben den Raps wird vor allem Melbeatz’ Beteiligung am Album positiv hervorgehoben. Ihre Sounds seien originell und zeigten, dass sie die beste deutsche Produzentin sei. Der musikalische Höhepunkt sei das Lied Keep it Gangsta, dessen „tonnenschwerer, langsamer G-Funk-Groove […] wie eine Planierraupe durch die Straßen Berlins“ walze.
Auch eine von Joachim Schaake für die Zeitschrift Intro verfasste Rezension fiel positiv aus. Betont wird dabei die Produktion von Melbeatz, die „zeitlos wie visionär“ wirke. Im Vergleich zu ihren früheren Beats für Kool Savas und M.O.R. stellt Schaake einen Qualitätssprung fest. Eine weitere Weiterentwicklung stellt der Redakteur bei Savas’ Stimmeinsatz, einem Teil des sogenannten Flows, fest. Die Gastrapper seien gut ausgewählt, könnten jedoch nicht das Niveau von Savas erreichen.
Ein etwas anderes Bild zeichnet die Internetseite Allesreal.de. In einer auf der Seite erschienenen Rezension werden die Texte des Rappers als „nicht originell und abwechslungsreich genug“ bezeichnet. Die eigentliche Stärke des Musikers liege in seinem unnachahmlichen Flow sowie seinem Talent, sich auf verschiedene Hip-Hop-Beats einzustellen. Im Gegensatz zu anderen Kritiken werden die Beiträge der US-amerikanischen Rapper, abgesehen von Kurupt, gelobt. Der auffälligste Unterschied zu den anderen Wertungen besteht in der Einschätzung der Beats von Melbeatz. Diese seien „noch weit von der deutschen Spitzenklasse entfernt.“ Exemplarisch könne dies am Beat zu Till' ab Joe festgestellt werden. Der Beat beruht auf einem eingängigen Flöten-Sample, in den Melbeatz aus Sicht des Redakteurs weitere Breaks hätte einbauen müssen. In Bezug auf die Beats wird die Behauptung aufgestellt, dass sie weitgehend unbemerkt blieben, wenn Kool Savas sie nicht verwenden würde. Zusammenfassend sei Der beste Tag meines Lebens ein vernünftiges Album, das jedoch nicht den deutschen Rap retten können werde.
Das Nachrichtenmagazin Focus verglich in einem Beitrag Kool Savas mit dem Rapper Eminem und Der beste Tag meines Lebens mit dem Debüt des US-Amerikaners The Slim Shady LP. Wie Eminem in den Vereinigten Staaten habe auch Savas eine Ausnahmestellung in der deutschsprachigen Hip-Hop-Musik. Sein Album besteche durch „vielschichtige Arrangements und einen Reimfluss, den man auf deutschen Hip-Hop-Alben bis dato vergeblich“ gesucht habe. Eine weitere Parallele zu Eminem bestehe in der Attitude des pöbelnden „Underdogs“, die in expliziten Texten zum Ausdruck komme.
Kritik am Image-Wechsel

Savas’ Abkehr von expliziten Texten fand in der Hip-Hop-Szene zum Teil auch negative Resonanz und brachte ihm den Vorwurf ein, sich nach den Anforderungen des Major-Labels Sony BMG zu richten, um massentauglicher zu sein. Auch in den Medien wurde dieser Kritik-Punkt aufgegriffen. So verfasste etwa Thomas Winkler für die Tageszeitung eine Kritik, in der er sich vor allem mit dem Image-Wechsel Kool Savas’ auseinandersetzt. Im Hinblick auf die früheren Texte des Rappers wie LMS oder Pimplegionär, stellt Winkler eine „Weicheiisierung“ der Musik fest. Diese führt er auf den Zwang des kommerziellen Erfolgs zurück. Um gleichzeitig den Anforderungen der „Altfans“ gerecht zu werden, wechsle Savas zwischen Battle-Raps und positiven Botschaften. Die weniger expliziten Texte fänden ihre Entsprechung in der Produktion von Melbeatz, die „zwar spartanisch“, „aber jederzeit warm und fast heimelig“ sei und sich damit deutlich von den „im Geiste von Punk bewusst unsauber gebauten Beats“ der M.O.R.-Alben abgrenze. Auch der teilweise eingesetzte Soul-Gesang in einigen Stücken werde den ursprünglichen Konsumenten nicht gefallen. Zusammenfassend sei es fraglich, ob Kool Savas für seine jugendlichen Anhänger noch für die „pubertäre Revolte“ verwertbar sei.
Kool Savas führte die Veränderung seiner Texte darauf zurück, dass ihm die eigene Verantwortung gegenüber seinen Zuhörern bewusst geworden sei. So sei der Titelsong Der beste Tag meines Lebens „ein Track für die Kids, die […] nur Sachen von [ihm] kannten wie „L.M.S.“ oder „Pimp-Legionär“, also die Tracks, die einfach absolut explizit waren, die man als frauenfeindlich hätte verstehen können und die im gewissen Maße im Inhalt auch frauenfeindlich waren.“ Mit steigender Bekanntheit habe er ein Gegenstück liefern müssen, um den Zuhörern zu verdeutlichen, dass diese Einstellungen nicht seinem Charakter entsprächen, sondern eine Kunstform darstellten.

### Einfluss
Der beste Tag meines Lebens hatte großen Einfluss auf die deutsche Rap-Szene. Das Hip-Hop-Magazin Juice listete Savas’ Debütalbum bereits 2005 in einer Sonderausgabe über Rap in Deutschland in einer Auswahl wichtiger deutschen Rap-Alben auf: „Auf knapp 40 Minuten verdichtete Mr. ‚Alle in Einem‘ seine Skills-Philosophie, sportete jede nur erdenkliche Reimtechnik, jede Wortspiel, jeden für ihn relevanten Rap-historischen Querverweise und bleibt sich selbst treuer als den Erwartungen seiner Fans.“ Für eine weitere Sonderausgabe über deutschen Rap befragte die Redaktion der Juice im Frühjahr 2008 eine Reihe von Rappern, DJs, Produzenten, Journalisten, Blogger und Mitarbeiter von Rap-Labeln nach ihren persönlichen Lieblingsalben. Innerhalb dieses Rankings konnte sich Der beste Tag meines Lebens auf Platz 5 positionieren. Ende 2010 blickte die Redaktion des Magazins auf die vorherige Dekade in Bezug auf Deutschrap zurück. Dabei stellte sie auch die aus ihrer Sicht 15 besten Alben vor, zu denen Der beste Tag meines Lebens gezählt wurde.
In einer Befragung von Hip-Hop-Musikern und Rap-Labeln über die besten deutschen Rap-Songs im Frühjahr 2005 konnte sich Kool Savas ebenfalls platzieren. Die Single Der beste Tag meines Lebens belegte Rang 18.
Auch andere Künstler wurden durch das Album beeinflusst. So verwies der Rapper Kaas auf die Bedeutung von Kool Savas und dem „Klassiker“ Der beste Tag meines Lebens. Mit Strassenrap ist sexuell erregt dank Kool Savas und Der beste Tag meines Lebens bis jetzt nehmen zudem zwei Stücke seines Debütalbums T.A.F.K.A.A.Z. :D Bezug auf das Album Savas’. Olli Banjo unterstrich häufiger die Bedeutung von Kool Savas’ Album. Bei der Konzipierung seines 2010 erschienenen Albums Kopfdisco habe er den Anspruch gehabt einen Klassiker wie Der beste Tag meines Lebens zu erschaffen. Auch der Berliner Fler betonte in Interviews den Einfluss Savas’ auf seinen Werdegang als Rapper. Der beste Tag meines Lebens habe er nach eigenen Angaben umfassend „studiert.“ Die Rapper MoTrip und Ahzumjot gaben an, durch das Album auf deutschsprachigen Rap aufmerksam gemacht worden zu sein. Eine über das Musikalische hinausgehende Beeinflussung zeigt sich an dem Beispiel des Soul-Sängers Xavier Naidoo, der mehrfach erklärte, durch das Titellied des Albums vom Vegetarismus überzeugt worden zu sein.
Anfang 2013 interpretierte der Frankfurter Rapper Credibil das Titellied Der beste Tag meines Lebens neu. Nachdem Kool Savas auf den Musiker aufmerksam geworden war und ihn öffentlich gelobt hatte, erlaubte er Credibil auch die Verwendung der originalen Melodie seines Stücks. In einer Video-Umsetzung des Lieds tritt Savas ebenfalls auf.